# Steve Darcis
Steve Darcis (* 13. März 1984 in Lüttich) ist ein ehemaliger belgischer Tennisspieler.

## Karriere
2007 gewann Darcis völlig überraschend das ATP-Turnier in Amersfoort gegen Werner Eschauer. Damit feierte er seinen ersten großen Erfolg auf der ATP World Tour. Zu seinen weiteren Erfolgen zählen im Jahr 2007 das Erreichen des Halbfinals des Challenger-Turniers in Sanremo. 2008 folgte ein weiterer Tourerfolg beim Turnier in Memphis. Seine höchste Platzierung in der Weltrangliste erreichte er mit dem 44. Platz im Mai 2008. Nachdem er zeitweise von Julien Hoferlin trainiert worden war, war sein Trainer erst Réginald Willems und war zuletzt Juan-Francisco Spina.
Einen seiner größten Erfolge feierte er am 24. Juni 2013 in der Auftaktrunde des Grand-Slam-Turniers von Wimbledon, als er den damaligen Weltranglistenfünften und bis dahin zwölffachen Grand-Slam-Sieger Rafael Nadal in drei Sätzen bezwang. Kurz darauf musste er sich wegen einer Schulterverletzung einer Operation unterziehen und fiel daher in der Weltrangliste weit nach hinten, da er zwischen Oktober 2013 und Juni 2014 keine Spiele bestritt. 2020 beendete er nach den Australian Open seine Karriere.
Darcis, der ab 2005 für die belgische Davis-Cup-Mannschaft spielte, führte im September 2015 sein Heimatland nach 111 Jahren wieder in ein Davis-Cup-Finale, womit dies die erste Finalteilnahme seit der International Lawn Tennis Challenge 1904 war. Im Finale unterlag Belgien Großbritannien mit 1:3. Darcis spielte mit David Goffin das Doppel und unterlag dort Andy und Jamie Murray.

## Erfolge
| Legende                     |
| Grand Slam                  |
| ATP World Tour Finals       |
| ATP World Tour Masters 1000 |
| ATP World Tour 500 (1)      |
| ATP World Tour 250 (1)      |
| ATP Challenger Tour (13)    |

| Titel nach Belag |
| Hartplatz (1)    |
| Sand (1)         |
| Rasen (0)        |

### Einzel

#### Turniersiege

##### ATP Challenger Tour
| Nr. | Datum             | Turnier      | Belag         | Finalgegner             | Ergebnis       |
| --- | ----------------- | ------------ | ------------- | ----------------------- | -------------- |
| 1.  | 18. November 2007 | Helsinki     | Hartplatz (i) | Tobias Kamke            | 6:3, 1:6, 6:4  |
| 2.  | 1. August 2010    | Cordenons    | Sand          | Daniel Muñoz de la Nava | 6:2, 6:4       |
| 3.  | 10. Juli 2011     | Scheveningen | Sand          | Marsel İlhan            | 6:3, 4:6, 6:2  |
| 4.  | 7. August 2011    | Trani        | Sand          | Leonardo Mayer          | 4:6, 6:3, 6:2  |
| 5.  | 12. Oktober 2014  | Rennes       | Hartplatz (i) | Nicolas Mahut           | 6:2, 6:4       |
| 6.  | 10. Januar 2015   | Nouméa       | Hartplatz     | Adrián Menéndez         | 6:3, 6:2       |
| 7.  | 12. Juni 2016     | Lyon         | Sand          | Thiago Monteiro         | 3:6, 6:2, 6:0  |
| 8.  | 14. August 2016   | Trnava       | Sand          | Jordi Samper Montaña    | 6:3, 6:4       |
| 9.  | 6. November 2016  | Eckental     | Teppich (i)   | Alex de Minaur          | 6:4, 6:2       |
| 10. | 21. Mai 2017      | Bordeaux     | Sand          | Rogério Dutra da Silva  | 7:62, 4:6, 7:5 |

##### ATP World Tour
| Nr. | Datum         | Turnier    | Belag         | Finalgegner     | Ergebnis  |
| --- | ------------- | ---------- | ------------- | --------------- | --------- |
| 1.  | 16. Juli 2007 | Amersfoort | Sand          | Werner Eschauer | 6:1, 7:61 |
| 2.  | 2. März 2008  | Memphis    | Hartplatz (i) | Robin Söderling | 6:3, 7:65 |

#### Finalteilnahmen
| Nr. | Datum         | Turnier    | Belag | Finalgegner     | Ergebnis      |
| --- | ------------- | ---------- | ----- | --------------- | ------------- |
| 1.  | 20. Juli 2008 | Amersfoort | Sand  | Albert Montañés | 6:1, 5:7, 3:6 |

### Doppel

#### Turniersiege
| Nr. | Datum            | Turnier   | Belag | Partner         | Finalgegner                        | Ergebnis         |
| --- | ---------------- | --------- | ----- | --------------- | ---------------------------------- | ---------------- |
| 1.  | 3. Juli 2005     | Montauban | Sand  | Stefan Wauters  | Gabriel Trujillo Soler Lovro Zovko | 6:4, 6:75, 6:4   |
| 2.  | 20. Februar 2010 | Tanger    | Sand  | Dominik Meffert | Uladsimir Ihnazik Martin Kližan    | 5:7, 7:5, [10:7] |
| 3.  | 5. Mai 2013      | Ostrava   | Sand  | Olivier Rochus  | Tomasz Bednarek Mateusz Kowalczyk  | 7:5, 7:5         |